# Zatoczek malutki
Zatoczek malutki (Gyraulus crista) – gatunek ślimaka słodkowodnego z rodziny zatoczkowatych (Planorbidae). Występuje w Palearktyce, w Polsce pospolity. Zamieszkuje stałe zbiorniki wodne i cieki o niezbyt szybkim prądzie wody, w wodach o różnej trofii, głównie na roślinach wodnych. Cechują go niewielkie wymiary ciała oraz duża zmienność fenotypowa muszli.

## Taksonomia
Gatunek opisany przez Linneusza pod nazwą Nautilus crista. Obecnie przypisany do rodzaju Gyraulus. Polska nazwa gatunkowa: zatoczek malutki.

## Cechy morfologiczne

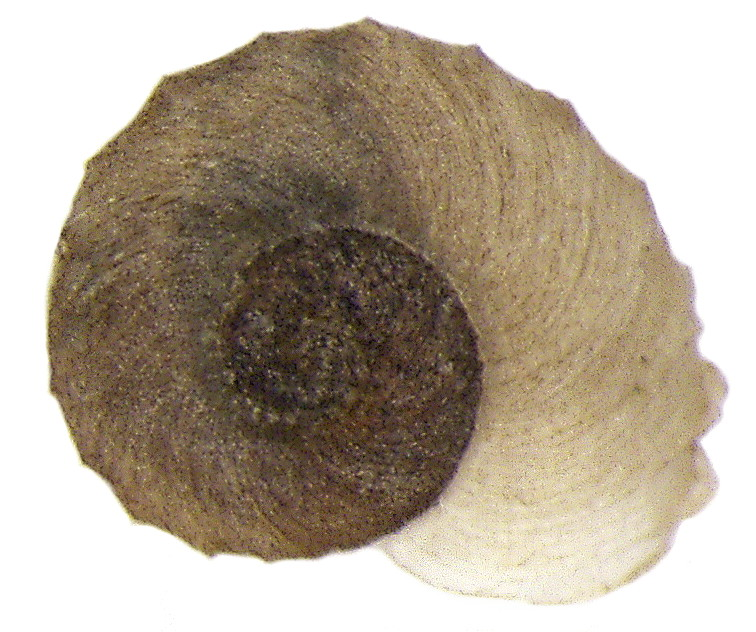
Muszla zatoczka malutkiego – widoczne kolce na powierzchni, charakterystyczne dla formy G. c. f. spinulosus.

Najmniejszy z występujących w Polsce ślimaków słodkowodnych. Szerokość muszli: 2-3,5 mm (rzadko przekracza 3 mm); wysokość: 0,5-0,85 mm.
Muszla płaska, składa się z trzech szybko narastających skrętów, oddzielonych głębokim szwem, z których ostatni jest 2-3 razy szerszy od przedostatniego. Jest cienka i łamliwa, przeświecająca, matowa, barwy zielonkawo-szarej lub szaro-żółtej. Otwór muszli eliptyczny, krawędzie ostre bez zgrubień. Dołek osiowy szeroki i stosunkowo głęboki. Ze względu na ukształtowanie powierzchni muszli wyróżniane są trzy formy morfologiczne tego gatunku:
- G. crista f. nautileus L. – muszla gładka, skręty lekko wypukłe, krawędź na ostatnim skręcie tępa,
- G. crista f. cristatus Drap. – muszla pokryta żeberkami, górna powierzchnia muszli płaska, krawędź wyraźnie zaznaczona.
- G. crista f. spinulosus Cles. – na powierzchni muszli występują kolce, górna powierzchnia muszli płaska, dolna wysklepiona, krawędź ostatniego skrętu ostra[6].

Ciało ślimaka szarawe, czułki czerwonawe, ciemno nakrapiane. Noga cielistoszara. Gatunek o dużej zmienności fenotypowej, oprócz opisanych wyżej form występują także osobniki mające cechy pośrednie oraz, dosyć często, osobniki z anomalnie zbudowaną muszlą (np. z ostatnim skrętem nieprzylegającym do poprzedniego skrętu).

## Występowanie
Gatunek palearktyczny. Występuje także w Ameryce Północnej. W Polsce pospolity na niżu, spotykany także w niższych partiach gór.

## Biologia i ekologia

### Zajmowane siedliska
Zamieszkuje zbiorniki wodne różnego typu i wielkości. Najczęściej występuje w jeziorach, stawach czy gliniankach w strefie litoralu, ale także w ciekach o niewielkim prądzie wody, w miejscach ze spokojną wodą. Występuje głównie wśród roślin wodnych – zwłaszcza wśród mat glonów nitkowatych, na kępach rogatka, ramienic moczarki i rdestnic oraz w kożuchach rzęsy, ale również na łodygach roślin szuwarowych (m.in. na trzcinie, jeżogłówce, rdeście ziemnowodnym). W odcinkach lotycznych cieków chroni się w zaroślach potocznika (Berula). Wykazuje dużą tolerancję co do pH wody: 5,9–8,45. Jest to ślimak bardzo wrażliwy na wysychanie, dlatego unika zbiorników okresowo wysychających. Nie jest wrażliwy na zanieczyszczenie wód, spotkać go można także w zbiornikach hipereutroficznych i silnie narażonych na antropopresję. Miejscami występuje bardzo licznie – zagęszczenie osobników może dochodzić do 6000 na m².

### Odżywianie
Zdrapywacz, odżywia się glonami peryfitonowymi, obumarłymi szczątkami roślin, glonami zbieranymi z błonki powierzchniowej

### Rozmnażanie
Gatunek hermafrodytyczny, rozmnażający się raz w roku, zwykle wczesną wiosną, o jednorocznym cyklu życiowym. Kokony jajowe o średnicy ok. 0,6-1,5 mm są składane na roślinach wodnych, liczba jaj w kokonie jest zmienna (od 1 do 5-6). Młode wylęgają się po ok. 10-12 dniach.

## Zagrożenia i ochrona
Gatunek pospolity, nie zidentyfikowano czynników, które stanowić mogłyby zagrożenie dla jego populacji. W IUCN ma status gatunku mniejszej troski (LC), choć w niektórych krajach (Szwajcarii i Łotwie) figuruje na listach gatunków zagrożonych.